# راکل داریان
راکل داریان (انگلیسی: Racquel Darrian؛ زاده ۲۱ ژوئیهٔ ۱۹۶۸) بازیگر پورنوگرافی اهل ایالات متحده آمریکا است.